# 澳大利亚首都领地
澳大利亚首都领地（英語：Australian Capital Territory，缩写为），是澳大利亚聯邦政府所在地，是澳大利亚管轄區最小但人口最稠密的州層級行政區。它全境位于新南威尔士州境内，面积為2,358平方公里。澳大利亞首都领地的首府，亦是澳大利亚聯邦的首都，是位在领地北部的坎培拉。
19世紀晚期，在澳洲的各英属殖民地谈判组成联邦时，就联邦首都的选址在两个最大城市悉尼和墨尔本之间相持不下，因此最终在1901年施行的《澳大利亚联邦宪法》中规定新首都必须位于新南威尔士州境内但必须距离悉尼100英里——这样保证新首都会离悉尼和墨尔本都保持相当距离。经过屡次讨论，最终联邦政府选定在新南威尔士州东南部、大分水岭和雪山余脉环抱之处建都，就是后来的坎培拉。为了确保联邦政府拥有能够自由支配的足够大的地区，1911年新南威尔士根据宪法将新首都及其主要河流流域的一部分划出移交给联邦政府，成为联邦直辖的领地。1913年開始建城。1927年临时国会大厦（现今的旧国会大厦）建成，澳洲聯邦國會從墨爾本国会大厦遷往坎培拉，代表澳大利亚政府的正式首都正式启用。1988年首都领地取得自治领地地位，代表首都领地的自治政府在一部分联邦政府下放的问题上有自主立法的职能。自治后，坎培拉的市政机构即并入自治领地政府，因此首都领地兼管州级政府和地方政府事务。
首都领地的政府首脑是首席部长，相当于各州的州长(總理)。和澳大利亚其他领地不同，首都领地不設代表联邦总督的州督，而由联邦总督直辖。
1915年，为了给联邦政府提供一个联邦直辖的海港，新南威尔士政府又向联邦政府移交了与首都领地不相邻的傑維斯灣的部分地区，联邦政府将此地区与首都领地一同管理，但1988年首都领地自治后傑維斯灣成为分别的领地，但首都领地仍保留了傑維斯灣北岸的一小块无人居住的狭长土地。

## 都会区
| 排名 | 都会区名稱                     | 2016人口 |
| ---- | ------------------------------ | -------- |
| 1    | 堪培拉-昆比恩 SUA (领地内部分) | 395,851  |

## 教育
高等学校
- 澳洲國立大學
- 坎培拉大學
- 澳洲天主教大學
- 澳洲国防学院

## 城市规划系统
澳大利亚首都领地的城市规划系统由以下8个部分组成:
- 2023年规划（澳大利亚首都领地）法令
- 领地规划方案
- 区域战略
- 流程与申请
- 培训与教育
- 设计审查
- 澳大利亚首都领地规划系统评估框架
- 领地优先项目